# Hnojné
Hnojné (Hongaars: Hanajna) is een Slowaakse gemeente in de regio Košice, en maakt deel uit van het district Michalovce.
Hnojné telt 242 inwoners.